# Дубоссарский, Борис Семёнович
Бори́с Семёнович Дубосса́рский (рум. Boris Dubosarschi; 3 февраля 1947, Бендеры, Молдавская ССР — 1 ноября 2017, Кишинёв) — молдавский советский композитор, скрипач и альтист, музыкальный педагог. Заслуженный деятель искусств Молдавской ССР (1989), Maestru în arte Республики Молдова (2007).

## Биография
В 1968 году окончил Молдавский институт искусств им. Г. Музическу по классу скрипки и в 1973 году по классу композиции Василия Загорского. В 1964—1965 годах — артист оркестров Комитета по телевидению и радиовещанию Молдавской ССР, в 1965—1967 годах — Молдавской государственной филармонии. В 1966—1971 годах участвовал в становлении Кишинёвского народного музыкально-драматического еврейского театра, был скрипачом и дирижёром его оркестра, создал музыку к постановкам «Зямке Копач» по пьесе М. Даниэля и «Эршелэ Острополер» по пьесе Мойше Гершензона. С 1967 года (с перерывом) — артист струнного квартета Комитета по радиовещанию и телевидению Молдавии, музыкальный руководитель ансамбля «Скрипачки Молдовы». С 1986 года преподавал в Молдавской национальной академии музыки, театра и изобразительных искусств (профессор). Среди учеников Б. С. Дубоссарского — лауреат конкурса имени Давида Ойстраха Юлиан Гырнец, эстрадный гитарист Ливиу Штирбу (ВИА «Контемпоранул») и другие.
Среди сочинений Б. С. Дубоссарского — камерная симфония для струнного оркестра, струнного квартета и литавр (1978), лирическая кантата «Дорул» (слова Аурелиу Бусуйока) для тенора, смешанного хора и симфонического оркестра; сюита для симфонического оркестра; концерт для скрипки с оркестром; Скерцо для унисона скрипачей и симфонического оркестра; струнный квартет; сюита и 3 пьесы для струнного квартета; Дивертисмент для трубы и струнного квартета; Каприччио для скрипки и валторны; фортепианные пьесы, в том числе соната; соната для соло виолончели; вокальный цикл «Басни» (слова Александру Донича), романсы на слова Федерико Гарсиа Лорки, Максима Танка, Эмиля Лотяну, В. Тулника, других молдавских поэтов, еврейских поэтов на идише — Давида Гофштейна и других; хоры; песни на слова Р. Горской, Григоре Виеру, А. Рывлина и других; оркестровые аранжировки; детская песенная сюита «Времена года» (слова Самуила Маршака); вокально-симфонический цикл «12 синагогальных мелодий» (2001—2002), последняя из которых представляет собой обработку «Молитвы в память о жертвах погрома 1903 года» кишинёвского кантора Эфроима-Залмена Розумного (1866—1905); музыка к кукольному спектаклю «Лебединый взлёт» по сказкам Х. К. Андерсена; музыка к телепостановкам. Б. С. Дубоссарский — автор двух трио для скрипки, виолончели и фортепиано по мотивам оперетт классика еврейского театра на идише Аврума Гольдфадена «Парафраз на темы оперетты А. Гольдфадена „Колдунья“» (2001) и «Фантазия для фортепиано, скрипки и виолончели» (2003) из оперетт А. Гольдфадена «Шмендрик», «Цвэй Кунилэмл» (два простофили), «Ди кенигн Эстэр» (Царица Эсфирь), «Бар-Кохбэ» и «Шуламис» (Суламифь).

## Семья
Отец — Семён Моисеевич Дубоссарский (1914—1989).
Жена — Маргарита Горешник, музыкальный педагог. Дочь — Ольга Дубоссарская-Калер (род. 1970), скрипач, педагог и композитор, профессор Кливлендскогой института музыки, жена скрипача Ильи Калера; автор пособий «An Effective Method for Teaching and Studying Violin Technique» (2012), «Scale System for Reluctant Scale Enthusiasts For Violin» (2019), «Scale System for Reluctant Scale Enthusiasts For Viola» (2019). Ею была записана соната для скрипки соло её отца (2022).

## Записи
- This song I play for you (музыка американских композиторов в исполнении наиста Константина Московича в сопровождении камерного оркестра под управлением Бориса Дубоссарского). PoliDisc Records, Молдова, 2001.
- Olga Dubossarskaya Kaler (violin), Kathryn Brown (piano). Seven Ways to Say Farewell: Pietro Antonio Locatelli (arr. Eugène Ysaÿe), Eugène Ysaÿe, Chen Yi, Nimrod Borenstein, Boris Dubossarsky, Olga Dubossarskaya Kaler[1]. Centaur Records, 2022.